# Etiuḫi

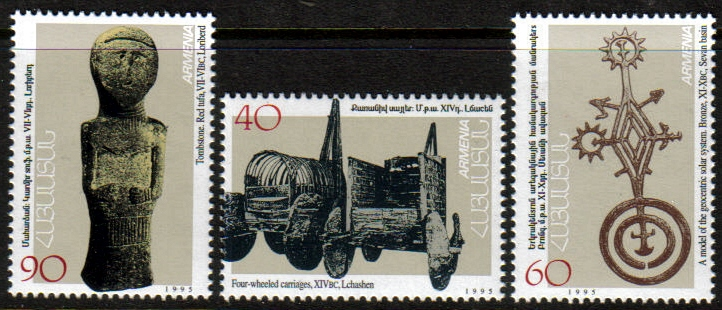
Armenische Briefmarken mit Funden der Ltschaschen-Mezamor-Kultur (Etiuni), gefunden in der Nähe des Sewansees.

Etiuḫi (Etiuni, Wite/iru(ḫe), Uṯēruḫe) war ein eisenzeitliches  Königreich oder eine Stammeskoalition in der Ararat-Ebene bzw. im oberen Araxes-Tal in Transkaukasien. Es ist nur aus urartäischen Inschriften bekannt.

## Lage
Diakonov und Kashkai lokalisieren es bei Kağızman, Harutjunjan zwischen Kars und dem Sewansee, andere zwischen Sarıkamış und dem nordwestlichen Ufer des Sewansees, Salvini unweit von Irpuni/Erebuni. 

## Geschichte
Bereits die Könige Išpuini und Menua zogen gegen Etiuḫi zu Felde (Inschrift von Toprakkale bei Eleşkirt). Eine Inschrift des urartäischen Herrschers Argišti aus Elar nördlich von Jerewan erwähnt seinen Sieg über das Land Etiuḫi und die Stadt Darani im Land Uluani (KURù-lu-a-ni). Auch die Stele von Thanahat berichtet von einem Sieg Argištis über Etiuḫi.